# Bożanka
Bożanka (deutsch Friedrichshuld, früher Billerbeck) ist ein Dorf in der Landgemeinde Trzebielino (Treblin) im Powiat Bytowski (Bütower Kreis) der polnischen Woiwodschaft Pommern.

## Geographische Lage
Das Dorf liegt in Hinterpommern, links von der Wipper, etwa 16 Kilometer nordnordöstlich von Miastko (Rummelsburg i. Pom.), acht Kilometer südsüdwestlich des Kirchdorfs Trzebielino (Treblin) und 5 ½ Kilometer nordnordöstlich des Dorfs Dretyń (Treten).
Westlich des Dorfs fließt der Brotzen-Bach (früher Billerbeck-Bach genannt), der nordöstlich bei dem Dorf Broczyna (Brotzen) in die Wipper mündet.

## Geschichte

Friedrichshuld, nordnordöstlich von Rummelsburg und südsüdöstlich des Kirchdorfs Treblin, auf einer Landkarte von 1915

Friedrichshuld, nordöstlich von Rummelsburg und westlich von Bütow, auf einer Landkarte von 1910

Auf dem Gut Billerbeck oder Friedrichshuld, einem alten Massowschen Lehen, saß um 1782 der Kriegsrat Valentin George Anton von Massow. Seit 1754 war im Dorf Billerbeck eine Webereianlage für die Fabrikation von Spezialstoffen niedergelassen, die später königlich wurde und von König Friedrich II. den Namen Friedrichshuld erhielt. Laut Vasallen-Tabelle befand sich um 1804 der 53 Jahre alte Valentin von Massow im Besitz des Guts Billerbeck oder Friedrichshuld. Um 1862 gehörte das Lehen Friedrichshuld Wilhelm Carl Alexander Valentin von Massow, Geheimer Oberregierungsrat a. D., der es 1842 geerbt hatte. Um 1884 besaß das Rittergut Friedrichshuld mit Fischbrutanstalt der Major von Massow auf Rohr, der es auch noch 1892 in Besitz hatte.
Am 1. Dezember 1913 wurden auf der 301,37 Hektar großen Gemarkungsfläche des Gutsbezirks Friedrichshuld 45 viehhaltende Haushaltungen gezählt, die zusammen 22 Pferde, 83 Stück Rindvieh, sechs Schafe und 128 Stück Borstenvieh hielten.
Am 1. April 1927 hatte der Gutsbezirk Friedrichshuld eine Flächengröße von 301 Hektar und 72 Ar, und am 16. Juni 1925 hatte dieser Gutsbezirk 247 Einwohner. Zu den gleichen Zeiten hatte der Gutsbezirk Wussowke eine Flächengröße von 608 Hektar und 24 Ar sowie 67 Einwohner. Am 30. September 1928 wurden der größte Teil des Gutsbezirks Friedrichshuld sowie der gesamte Gutsbezirks Wussowke im Amtsbezirk Treblin zur Landgemeinde Friedrichshuld zusammengeschlossen.
Anfang der 1930er Jahre hatte die Landgemeinde Friedrichshuld eine Flächengröße von 8,9 km². Innerhalb der Gemeindegrenzen standen insgesamt 29 bewohnte Wohnhäuser an vier verschiedenen Wohnstätten:
1. Friedrichshuld
2. Knackshof
3. Ludwigsthal
4. Wussowke

Um 1935 gab es im Dorf Friedrichshuld unter anderem einen Gasthof, eine Damastweberei, eine Schmiede und eine Stellmacherei.
Die Landgemeinde Friedrichshuld gehörte im Jahr 1945 zum Landkreis Rummelsburg im Regierungsbezirk Köslin der preußischen Provinz Pommern des Deutschen Reichs und war dem Amtsbezirk Rohr zugeordnet. Das Standesamt befand sich in Rohr.
Gegen Ende des Zweiten Weltkriegs wurde Friedrichshuld Anfang März 1945 von der Roten Armee besetzt.
Anschließend wurde Friedrichshuld zusammen mit ganz Hinterpommern von der Sowjetunion der Volksrepublik Polen zur Verwaltung überlassen. In der Folgezeit wurde die einheimische Bevölkerung von der polnischen Administration aus Friedrichshuld vertrieben. Der Ortsname Friedrichshuld wurde zu „Bożanka“ polonisiert.

### Demographie
| Jahr | Einwohner | Anmerkungen |
| ---- | --------- | --- |
| 1782 | –         | auch Billerbeck genannt, adliges Gut mit einem Vorwerk, einer königlichen Textilfabrik, in der Barchent und andere Stoffe gewebt werden, einem zugehörigen Lagerhaus mit Dienstwohnung, Werksgebäuden mit Wohnung und anderen Häusern, 30 Feuerstellen (Haushaltungen) sowie Fichtenholzungen und Fischerei in der Wipper und dem Billerbeck (Brotzen-Bach), zu Treten in der Schlaweschen Synode eingepfarrt |
| 1818 | 137       | oder Billerbeck, adliges Dorf, zum Kirchspiel Treten gehörig |
| 1825 | 190       | Billerbeck oder Friedrichshuld, von König Friedrich II. so genannt, mit den Büdner-Wohnungen Neustadt und der Holzwärterei Knacksdorf |
| 1852 | 424       | Dorf |
| 1864 | 461       | am 3. Dezember, Gutsbezirk mit einem Flächeninhalt von 1090,91 Morgen |
| 1867 | 450       | am 3. Dezember, Gutsbezirk |
| 1871 | 397       | am 1. Dezember, Gutsbezirk (sämtlich Evangelische) |
| 1885 | 318       | am 1. Dezember, Gutsbezirk mit einem Flächeninhalt von 302 Hektar (sämtlich Evangelische). |
| 1895 | 296       | am 2. Dezember, Gutsbezirk mit einem Flächeninhalt von 301,7 Hektar (sämtlich Evangelische) |
| 1910 | 237       | am 1. Dezember, Gutsbezirk |
| 1925 | 267       | darunter 266 Evangelische und ein Katholik |
| 1933 | 222       | [ 19 ] |
| 1939 | 210       | [ 19 ] |

## Kirche

### Kirchspiel bis 1945
Die vor 1945 in Friedrichshuld anwesenden Dorfbewohner waren größtenteils evangelischer Konfession. Die evangelischen Einwohner gehörten zum evangelischen Kirchspiel Treten im Kirchenkreis Schlawe in der Kirchenprovinz Pommern der Evangelischen Kirche der Altpreußischen Union.
Ds katholische Kirchspiel war in Rummelsburg i. Pom.

### Kirchspiel seit 1946
Die seit 1945 und Vertreibung der Einheimischen hier lebende polnische Dorfbevölkerung ist größtenteils römisch-katholisch und gehört der Römisch-katholischen Kirche in Polen an.
Hier lebenden evangelische Kirchenglieder werden von der Evangelisch-Augsburgischen Kirche in Polen betreut. Das zuständige Pfarramt ist das der Kreuzkirche in Słupsk (Stolp).

## Persönlichkeiten
- Valentin von Massow (1712–1775), königlich preußischer wirklicher geheimer Staatsminister und Vizepräsident des General-Oberfinanz-Direktoriums, Erbherr auf Rohr, Rummelsburg, Groß Karzenburg, Waldow, Schweßin, Friedrichshuld etc.